# Иерусалимская Библия
Иерусалимская Библия (англ. The Jerusalem Bible, сокращённо JB или TJB) — это католический перевод Библии на английский язык, изданный в 1966 году. Перевод был выполнен из оригинальных языков (еврейского, арамейского и греческого), однако широко опирался на французскую версию Bible de Jérusalem (1956), созданную библеистами доминиканского Екатерининского библейского института в Иерусалиме (École Biblique). Этот перевод включал обширные сноски и комментарии, подготовленные тем же доминиканским коллективом, что и для французского оригинала. Большинство этих комментариев было переведено или адаптировано для англоязычной аудитории.
Иерусалимская Библия выделяется среди прочих католических английских переводов — таких как Douay–Rheims Bible и New American Bible — тем, что опирается на библейскую научную традицию франкоязычного мира. Помимо академической точности, перевод отличается изяществом стиля, что сделало его популярным в богослужебной и частной практике. Среди вкладчиков — известный писатель и филолог Дж. Р. Р. Толкин, работавший над Книгой Иова.
Иерусалимская Библия долгое время использовалась в литургии англоязычных католиков, особенно в Великобритании, Ирландии и Австралии. В 1985 году она была частично пересмотрена и издана как New Jerusalem Bible (Новая Иерусалимская Библия), а позднее — The Revised New Jerusalem Bible (2019).

## История
В 1943 году Папа Пий XII опубликовал энциклику ‘’Divino afflante Spiritu’’, в которой призвал католических учёных обращаться в переводах Писания непосредственно к оригинальным текстам на еврейском и древнегреческом языках, а не ограничиваться латинской Вульгатой святого Иеронима. Этот документ положил начало новому этапу в католической библеистике, стимулируя исследования и переводы, основанные на древнейших доступных источниках.
Одним из плодов этого движения стала работа коллектива доминиканцев и других учёных из École Biblique в Иерусалиме. На основе оригинальных текстов и с привлечением результатов современной библейской критики ими был подготовлен французский перевод, опубликованный в 1956 году под названием ‘‘La Bible de Jérusalem’’.
Именно этот французский перевод стал основой и вдохновением для создания английской версии, изданной в 1966 году под названием Jerusalem Bible. Хотя большинство книг переводилось непосредственно с древнееврейского и греческого, в случаях, когда существовало несколько равнозначных интерпретаций текста, английские переводчики, как правило, следовали тем решениям, которые были приняты французским оригиналом. Для небольшого числа книг Ветхого Завета первоначальный черновой перевод был выполнен с французского языка, после чего главный редактор издания, священник Александр Джонс (Fr Alexander Jones), подготовил окончательный вариант, сверяя его дословно с еврейским или арамейским текстом. (См. предисловие редактора в издании Jerusalem Bible, 1966.)

## Перевод
Редактор Новой Иерусалимской Библии Генри Вансбро утверждал, что Иерусалимская Библия «по сути представляет собой перевод с французской Bible de Jérusalem, задуманную прежде всего как средство донести до англоязычного мира библейскую учёность, воплощённую во французском оригинале. Сам перевод текста изначально рассматривался не более чем как проводник для примечаний». Он также писал: «Несмотря на утверждения об обратном, очевидно, что Иерусалимская Библия была переведена именно с французского языка — возможно, с редкими обращениями к еврейскому или греческому оригиналу, но не наоборот».
Иерусалимская Библия стала первым с XVII века английским католическим переводом Библии, получившим широкое признание, после версии Дуэ-Реймса. Издание высоко оценено за высокий уровень академической подготовки и переводческого мастерства; его также уважают и используют многие умеренные и либеральные протестанты. Этот перевод входит в число разрешённых для использования в литургической практике Епископальной церкви США.
Дж. Р. Р. Толкин перевёл для Иерусалимской Библии Книгу пророка Ионы, однако финальная версия текста подверглась значительной редактуре. Толкин упомянут в числе «основных участников проекта».

### Перевод тетраграмматона
В Иерусалимской Библии возвращено использование исторического имени Яхве в качестве обозначения Бога в Ветхом Завете — оно появляется в данном переводе 6823 раза. Использование имени Яхве отражало стремление переводчиков к буквальной точности и восстановлению древнееврейского звучания имени Бога, встречающегося в масоретском тексте. Если бы составители буквально следовали французскому изданию 1956 года, имя было бы переведено как «Вечный» (l’Éternel). Это решение получило поддержку у некоторых читателей.
29 июня 2008 года кардинал Фрэнсис Аринзе, префект Конгрегации богослужения и дисциплины таинств, по поручению Папы Бенедикта XVI направил письмо председателям всех епископских конференций с предписанием отказаться от использования имени Яхве в католических Библиях, предназначенных для литургии, а также в песнопениях и молитвах, поскольку произнесение этого имени нарушает древнюю традицию иудаизма и христианства.

## Обновления изданий и переводов
- В 1973 году французский перевод был обновлён. Третье французское издание появилось в 1998 году.
- В 1985 году английский перевод был полностью переработан. Новый перевод — известный как Новая Иерусалимская Библия — был выполнен заново с оригинальных языков и уже не основывался на французском переводе (за исключением косвенного влияния, поскольку он сохранял многие стилистические и интерпретационные решения Bible de Jérusalem).
- В 2007 году Catholic Truth Society выпустило CTS New Catholic Bible — переработку текста оригинальной Jerusalem Bible 1966 года, приведённую в соответствие с литургическими лекционариями, используемыми в большинстве англоязычных стран, в соответствии с директивами Конгрегации богослужения и дисциплины таинств[9][10] и Папской библейской комиссии[11]. Имя (Yahweh|Яхве) было заменено на «Господь» во всём Ветхом Завете, а Псалмы были полностью заменены на перевод 1963 года — Псалтырь Грааля. Обновлённый текст сопровождается новыми введениями, богословскими и литургическими примечаниями, дополненными при необходимости материалами из примечаний к Новой Иерусалимской Библии[12].
- Последнее обновление французской La Bible de Jérusalem было в 1998 году; в настоящее время над ней ведётся работа в рамках проекта под названием The Bible in its Traditions[13]. Согласно пояснениям редакторов, в новом издании при переводе Ветхого Завета предполагается придавать больше значения Септуагинте, хотя масоретский текст останется основным источником. Французская часть демонстрационного тома доступна онлайн вместе с образцом английского перевода[14].
- Издательство Darton, Longman and Todd в 2019 году опубликовало Revised New Jerusalem Bible. Этот новый перевод существенно перерабатывает тексты JB и NJB, применяя метод формального эквивалента для более точной передачи оригинальных писаний, с учётом устной речи и инклюзивного языка. Он содержит новые примечания и введения, написанные Генри Вансбро[15]. В этом издании имя Бога также заменено на «Господь».